# GOODY
GOODY（グッディ）は、ZIP-FMで放送されていたラジオ番組である。2016年4月1日放送開始、2020年3月27日放送終了。

## 概要
バイリンガルナビゲーター・高木マーガレットがミュージックナビゲーターを務める、金曜午前の音楽情報番組。洋楽・海外エンタメ情報を中心に、エンターテインメントを沢山紹介していく番組である。
2018年4月6日から2019年2月22日までは、AbemaTV「AbemaRADIO」チャンネルで同時配信していた。

## 放送・配信時間
いずれもJST。
ラジオ
- ZIP-FM 金曜日 9:00 - 13:00

インターネット配信
- AbemaRADIO
  - 金曜日 9:00 - 13:00（2018年4月6日 - 2018年9月28日）
  - 金曜日 9:00 - 11:30（2018年10月5日 - 2019年2月22日）

## 出演者

### ミュージックナビゲーター
番組終了時点
- 高木マーガレット（2019年4月5日 - 2020年3月27日）

過去
- IRENE（2016年4月 - 2018年11月、2019年3月29日）
- 空木マイカ（2018年12月 - 2019年3月22日、IRENEの代理）

## 主なコーナー
- 9:15 - WEATHER INFORMATION、TRAFFIC INFORMATION
- 9:30 - DRIVING A GO GO
- 10:00 - HAPPY LIFE NAGOYA!
- 10:16 - RADIO SHOPPING
- 10:31 - HEADLINE NEWS、TRAFFIC INFORMATION
- 11:20 - WEATHER INFORMATION、TRAFFIC INFORMATION
- 12:11 - HEADLINE NEWS、TRAFFIC INFORMATION